# Escudo cileno
L'escudo è stata la valuta del Cile tra il 1960 e il 1975. Era suddiviso in 100 centésimos; il simbolo era "Eº" e il codice ISO 4217 era "CLE". Ha sostituito il primo peso al cambio di 1 escudo = 1 000 pesos ed è stato a sua volta rimpiazzato dal secondo peso al cambio di 1 peso = 1 000 escudos.
Si segnala che il Cile ha emesso anche escudos d'oro, pari a 16 reales o 2 pesos fino al 1851.

## Monete
Nel 1960 furono introdotte monete in alluminio da 1 centésimo e monete in alluminio-bronzo da 2, 5 e 10 centésimos, seguite da monete in alluminio da ½ centésimo nel 1962. Nel 1971 fu introdotta una nuova monetazione, consistente in monete di alluminio-bronzo da 10, 20 e 50 centésimos e monete in cupro-nichel da 1, 2 e 5 escudos. Queste monete vennero emesse per due anni, con la moneta in alluminio da 5 escudos prodotta nel 1972. Negli anni 1974 e 1975 furono emesse monete in alluminio da 10 escudos e monete in nichel-ottone da 50 e 100 escudos.

## Banconote
Nel 1960 il "Banco Central de Chile" introdusse banconote provvisorie, consistenti in versioni modificate delle vecchie banconote denominate in pesos, con il valore espresso in centésimos o escudo aggiunte al disegno. I tagli erano da ½, 1, 5, 10 e 50 centésimos, 1, 5, 10 e 50 escudos. Banconote regolari furono introdotte nel 1962 in tagli da ½, 1, 5, 10, 50 e 100 escudos. Nel 1967 vennero introdotte le banconote da 500, 1 000, 5 000 e 10 000 escudos.